# Angeliho sůl
Angeliho sůl je anorganická sloučenina s chemickým vzorcem Na2[N2O3]. Obsahuje dusík v neobvyklém redukovaném stavu. Je to bílá, ve vodě rozpustná pevná látka. Ve výzkumu se využívá jako zdroj metastabilního nitroxylu (HNO), což je v přírodě signální molekula. Je také známá ve formě monohydrátu.

## Příprava
Angeliho sůl byla poprvé připravena italským chemikem Angelem Angeli v roce 1896 smícháním hydroxylaminu a organického dusičnanu, jako zdroje nitronia (NO +
2 ):
NH2OH + RONO2 + 2 NaOR′ → ROH + 2 R′OH + Na2N2O3

## Vlastnosti
Struktura hydrátu byla potvrzena rentgenovou strukturní analýzou. Aniont je planární. Délky vazeb od konce ONN jsou: 1,35 Å (N–O), 1,26 Å (N–N), 1,31 Å (N–O) a 1,32 Å (N–O). Negativní náboj je na atomech kyslíku na opačných koncích molekuly. Úhly vazeb jsou: 112,9° (Oosamocený–N–N), 118,4° (N–N–Otrans) a 122,5° (N–N–Ocis). Vazba mezi dusíky je dvojná a cis-kyslík je lehce odpuzován osamoceným kyslíkem.
Reakcí Angeliho soli se sekundárními aminy v přítomnosti zdroje protonů se vytlačuje dusík přes izodiazenové meziprodukty.